# Zuigerveer

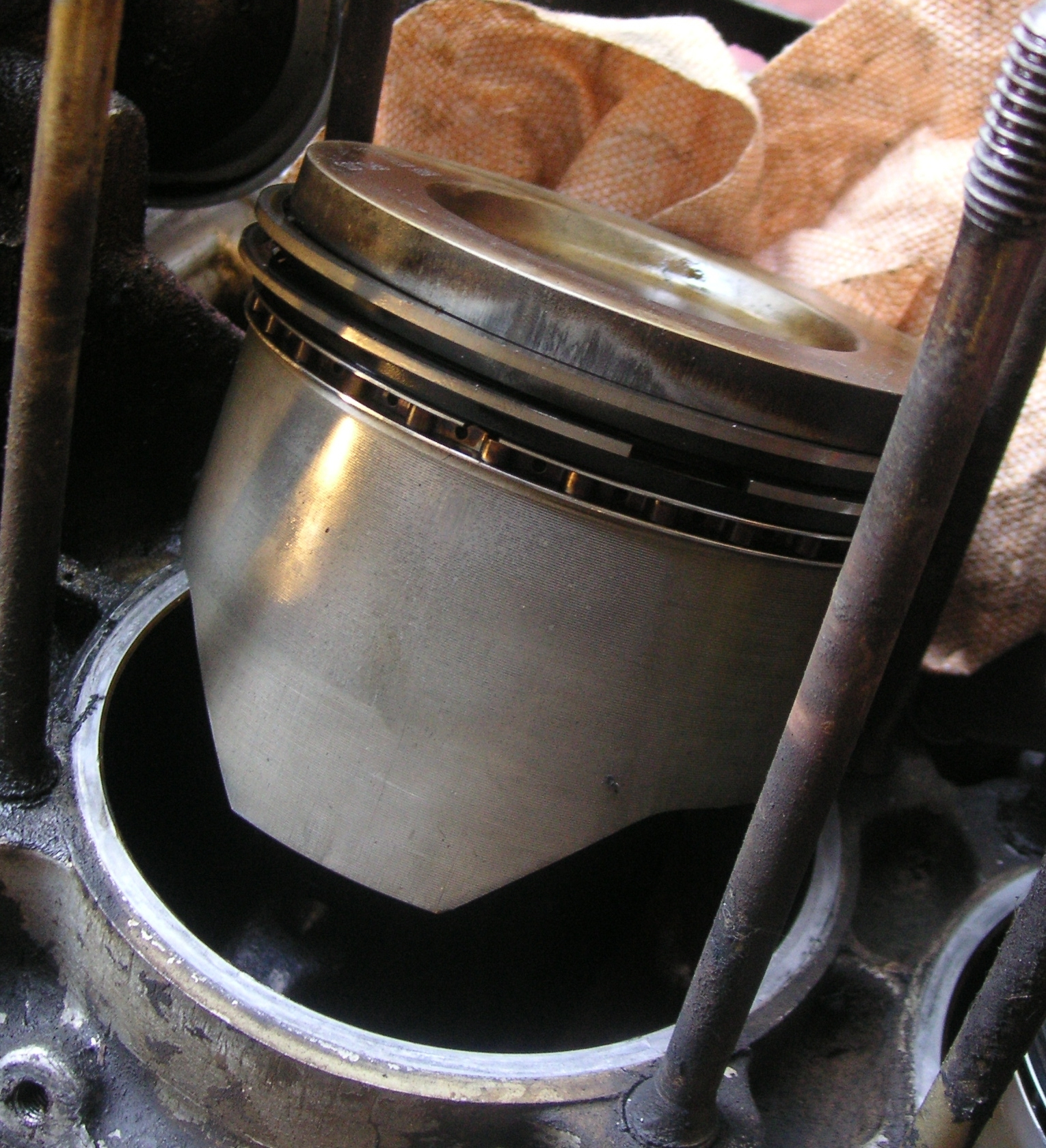
Zuigerveren

Een zuigerveer verzorgt de afdichting tussen zuiger en cilindervoering. Bovendien heeft de zuigerveer functies met betrekking tot de olie- en smeringsregulering en warmte-overdracht vanuit de compressieruimte via de zuiger naar de cilinderwand.
Hiermee bepaalt de zuigerveer in hoge mate het rendement van de motor en moet hij onder extreme omstandigheden functioneren.
Bij technische toepassingen dient de zuigerveer als een dynamisch, flexibel dichtingselement. Hiermee kan de druk tot hoge ΔP en Δt gestuurd en geregeld worden, al dan niet met gecontroleerde lekkage.

## Afdichting
Eventuele lekkages ontstaan langs het contactoppervlak, de zijoppervlakken en het slot van de zuigerveer. Om dit lekken te voorkomen en gasdichtheid te garanderen is goed contact met de cilinderwand en de juiste aanlegdruk van uitermate belang. Deze aanlegdruk wordt verkregen door de interne spanning van de zuigerveer en in specifieke gevallen door een ingebouwde expansieveer. De gasdruk uit de compressieruimte zorgt voor extra aanlegdruk.
Belangrijk is de nauwkeurigheid in de afwerking van de veer in zijn tolerantiegebied en het contactoppervlak. Het gebied waar de twee veeruiteinden samenkomen heet het slot. In veel toepassingen is de uitvoering van het slot recht. Speciale slotuitvoeringen, zoals gasdicht, worden toegepast in groot en medium formaat verbrandingsmotoren in de scheepvaart, compressoren en hydraulische toepassingen.

## Olieregulering
Wanneer te weinig olie wordt aangevoerd bij een werkende zuiger in een verbrandingscilinder ontstaat er onnodige slijtage. Dit kan leiden tot onherstelbare schade.
Anderzijds heeft een te hoge olieaanvoer een rendementverlagend effect op de motor. De ontbranding wordt negatief beïnvloed, het olieverbruik gaat omhoog en de zuigerveer kan gaan lekken. Dit heeft tot gevolg dat er onder andere opbouw van koolstof in de verbrandingsruimte optreedt. Juiste aanvoer en dosering van olie is daarom essentieel.

## Warmtetransport
De zuigerveer is onderhevig aan hoge bedrijfstemperaturen. Deze temperaturen worden gedeeltelijk afgevoerd via de zuigerveer aan de cilinderwand. Mede hierdoor worden te hoge zuigertemperaturen voorkomen.

## Voorbeelden
- Hydromotor
- Gasturbine
- Persluchtmotor
- Straalmotor
- Veermotor
- Wankelmotor
- Viertaktmotor
- Tweetaktmotor
- Dieselmotor